# Jean d'Aire
Jean d'Aire é uma escultura do artista francês Auguste Rodin, concebida por volta de 1885.Esta escultura, juntamente com Eustache de Saint-Pierre, Pierre de Wiessant, Jacques de Wiessant, Jean de Fiennes e Andrieu d'Andres, faz parte do grupo escultórico Os Burgueses de Calais, inaugurado em 1895.
Depois do primeiro modelo de grupo, ele fez estudos individuais de cada figura. O primeiro desses estudos de d'Aire era nu, seguido por um parcialmente coberto com uma espécie de toga e com o laço no pescoço mais óbvio. Ele segura uma almofada com as chaves de Calais e é puxado para a esquerda pelo laço. Um elenco de bronze desta segunda versão está agora no Museu Soumaya na Cidade do México e outras coleções.